# Bocus angusticollis
Bocus angusticollis är en spindelart som beskrevs av Deeleman-Reinhold, Floren 2003. Bocus angusticollis ingår i släktet Bocus och familjen hoppspindlar. Inga underarter finns listade.